# Liste der Resolutionen des UN-Sicherheitsrates (1967)
Die Liste der Resolutionen des UN-Sicherheitsrates nennt die 12 vom Sicherheitsrat der Vereinten Nationen im Jahr 1967 verabschiedeten Resolutionen. Die meisten davon beschäftigten sich im Zusammenhang mit dem Sechstagekrieg mit der Situation im Nahen Osten.
| Nummer | Beschluss vom | Gegenstand                                                                | Mission |
| ------ | ------------- | ------------------------------------------------------------------------- | ------- |
| 233    | 6. Juni       | Situation im Nahen Osten                                                  |         |
| 234    | 7. Juni       | Situation im Nahen Osten                                                  |         |
| 235    | 9. Juni       | Situation im Nahen Osten                                                  |         |
| 236    | 11. Juni      | Situation im Nahen Osten                                                  |         |
| 237    | 14. Juni      | Situation im Nahen Osten                                                  |         |
| 238    | 19. Juni      | Die Zypernfrage                                                           |         |
| 239    | 19. Juni      | Frage betreffend der Demokratischen Republik Kongo                        |         |
| 240    | 25. Oktober   | Situation im Nahen Osten                                                  |         |
| 241    | 15. November  | Frage betreffend der Demokratischen Republik Kongo                        |         |
| 242    | 22. November  | Situation im Nahen Osten                                                  |         |
| 243    | 12. Dezember  | Aufnahme neuer Mitglieder in die Vereinten Nationen: Demokratischer Jemen |         |
| 244    | 22. Dezember  | Die Zypernfrage                                                           |         |